# Repressão sexual

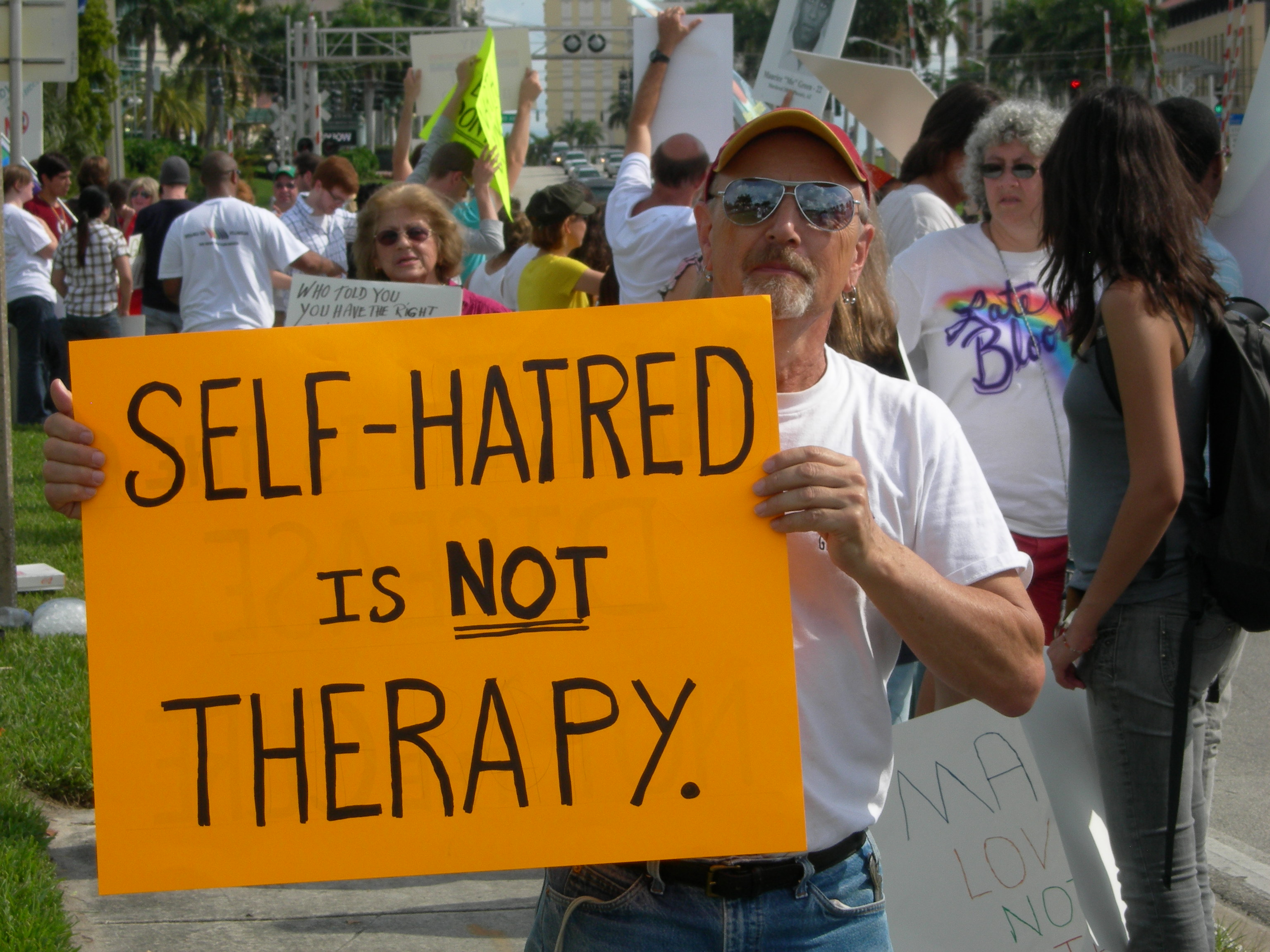
Um homem segurando um cartaz em protesto contra leis que permitem a prática da terapia de conversão em 2009. A terapia de conversão foi criticada por causar sentimentos de vergonha, culpa e repressão sexual entre indivíduos gay, lésbica e bissexuais

Repressão sexual é um estado no qual uma pessoa é impedida de expressar sua própria sexualidade ou orientação sexual. A repressão sexual pode ser causada por um conflito emocional, no qual a pessoa sente culpa, vergonha ou angústia em relação aos seus impulsos sexuais. Esses sentimentos de angústia emocional podem ser exacerbados por fatores externos, como família, religião e pressão dos colegas. A repressão sexual é frequentemente sinônimo de homofobia internalizada, na qual uma pessoa gay, lésbica ou bissexual sente a necessidade de reprimir seus próprios impulsos homossexuais e conformar-se às normas heterossexuais. A repressão sexual também pode ser causada por opressão externa, na qual as leis de uma sociedade impedem que alguém expresse sua sexualidade livremente.
As características e práticas definidoras associadas à repressão sexual variam entre sociedades e diferentes períodos históricos. Os comportamentos e atitudes que constituem a repressão sexual diferem entre culturas, comunidades religiosas e sistema moral. A repressão sexual pode ser amplamente categorizada como física, mental ou uma combinação de ambas.
A repressão sexual é imposta por meio de legislação em certos países, muitos dos quais estão localizados na região do Oriente Médio e Norte da África, e no Sul da Ásia. Práticas comuns associadas a essa repressão incluem a mutilação genital feminina. Indivíduos considerados como tendo se envolvido em comportamentos que contradizem as expectativas sociais, religiosas ou culturais de repressão sexual, como a atividade sexual entre pessoas do mesmo sexo, podem ser punidos com assassinato por honra, perseguição ou pena de morte.

## História
Sigmund Freud foi o primeiro a usar amplamente o termo “repressão sexual” e argumentou que ela era uma das raízes de muitos problemas na sociedade ocidental. Freud acreditava que os instintos naturalmente fortes das pessoas em relação à sexualidade eram reprimidos para que se adequassem às restrições impostas pela vida civilizada. Entre muitos outros, Freud acreditava que o renomado artista Leonardo da Vinci era um homossexual reprimido, que, segundo ele, “sublimava” seus desejos sexuais para alcançar a genialidade artística. Contudo, as ideias de Freud sobre a repressão sexual foram fortemente criticadas. De acordo com o terapeuta sexual Bernard Apfelbaum, Freud não baseou sua crença na existência de uma sexualidade inata e natural universal na força do desejo sexual que observava nas pessoas, mas sim em sua fraqueza.
Em alguns períodos da história indiana, anafrodisíacos foram utilizados para diminuir a libido.
Na sociedade contemporânea, medicamentos podem ser prescritos a infratores sexuais registrados para diminuir a libido e garantir que novas infrações sejam menos prováveis.

## Repressão sexual religiosa
A repressão sexual é uma proibição recorrente em muitos contextos religiosos.[carece de fontes?]
A maioria das formas do cristianismo desencoraja o comportamento homossexual.
Muitas formas do Islã têm códigos sexuais rígidos que incluem a proibição da homossexualidade, a exigência da virgindade antes do casamento, acompanhada pela proibição de relações sexuais fora do casamento, e podem exigir códigos de vestimenta modestos para homens e mulheres.
A castração química também foi praticada em coristas masculinos antes da puberdade para garantir que sua extensão vocal permanecesse inalterada.
A prática de criar “Castrati” foi comum até o século XVIII, e, após um declínio na popularidade, passaram a ser utilizados somente no Vaticano até o início do século XX (novas pesquisas sugerem que o uso de castrati foi tolerado pelo Vaticano até 1959).

## Casamento
Historicamente, o casamento tem sido visto como um meio de controlar a sexualidade. Algumas formas de casamento, como o casamento infantil, são frequentemente praticadas como meio de regular a sexualidade das meninas, garantindo que elas não tenham múltiplos parceiros, preservando assim sua virgindade para seus futuros maridos. De acordo com a BBC World Service, "Em alguns casos, os pais casam suas jovens filhas de boa vontade para aumentar a renda familiar ou proteger a garota do risco de avanços sexuais indesejados ou mesmo da promiscuidade."

## Mutilação genital feminina

Prevalência da MGF na África

A mutilação genital feminina (MGF), também conhecida como corte genital feminino ou circuncisão feminina, "abrange todos os procedimentos que envolvem a remoção parcial ou total dos órgãos genitais externos femininos, ou outra lesão aos órgãos genitais femininos por razões não médicas".
A prática está concentrada em 27 países na África, bem como no Curdistão iraquiano, Iêmen e Indonésia; e estima-se que mais de 125 milhões de meninas e mulheres tenham sido submetidas à MGF.
A MGF não apresenta nenhum benefício para a saúde e tem sérios efeitos negativos, inclusive complicações durante o parto.
A MGF é utilizada como forma de controlar a sexualidade feminina; a Organização Mundial da Saúde (OMS) afirma:
A MGF é frequentemente motivada por crenças sobre o que é considerado um comportamento sexual adequado, relacionando os procedimentos à virgindade pré-marital e à fidelidade conjugal. Em muitas comunidades, acredita-se que a MGF reduz a libido da mulher e, portanto, a ajuda a resistir a atos sexuais "ilícitos".
A MGF é condenada por instrumentos internacionais de direitos humanos. A Convenção de Istambul proíbe a MGF (Artigo 38). A MGF também é considerada uma forma de violência contra as mulheres pela Declaração sobre a Eliminação da Violência contra as Mulheres, adotada pelas Nações Unidas em 1993; segundo a qual: Artigo Dois: A violência contra as mulheres deve ser entendida como abrangendo, mas não se limitando a, o seguinte: (a) violência física, sexual e psicológica ocorrida na família, incluindo [...] mutilação genital feminina [...].

## Assassinato por honra
Um assassinato por honra é o homicídio de um membro de uma família ou grupo social por outros membros, devido à crença dos perpetradores de que a vítima trouxe vergonha ou desonra à família ou comunidade, geralmente por motivos como recusar-se a entrar em um casamento arranjado, estar em um relacionamento desaprovado pelos parentes, ter relações sexuais fora do casamento, ser vítima de estupro, vestir-se de maneira considerada inapropriada ou envolver-se em relações homossexuais.
Em relação aos assassinatos por honra de mulheres, de acordo com um Grupo de Especialistas das Nações Unidas que abordou práticas prejudiciais contra as mulheres:
Eles [os assassinatos por honra] derivam da crença social profundamente enraizada de que os membros masculinos da família (em alguns casos, mães e outras mulheres estão envolvidos no planejamento ou execução de crimes de honra) devem controlar a sexualidade ou proteger a reputação das mulheres da família, podendo restringir seus movimentos ou até mesmo matá-las por macular a honra familiar, mesmo quando rumores ou fofocas falsas motivam a suspeita pública.

## Atividade sexual entre pessoas do mesmo sexo
A expressão sexual homossexual é um tema sensível em muitas sociedades. A partir de 2014, atos sexuais entre pessoas do mesmo sexo são puníveis com prisão em 70 países, e em outros cinco países e em partes de outros dois, a homossexualidade é punível com a pena de morte. Além da persecução criminal, indivíduos LGBT também podem enfrentar estigmatização social e violência.[carece de fontes?]

## Achados de pesquisa
Pesquisadoras como Peggy Reeves Sanday propuseram uma relação entre a repressão sexual e o estupro. Foram encontradas evidências que contradizem essa hipótese, com um estudo de Jaffee e Straus constatando "nenhuma relação entre atitudes sexualmente liberais e o estupro."
A repressão sexual é um ponto-chave de discussão no feminismo, embora as visões feministas sobre a sexualidade variem amplamente.[carece de fontes?]

### Michel Foucault
Michel Foucault, em sua História da Sexualidade, refuta o que ele chama de "hipótese repressiva".[carece de fontes?]

### Repressão sexual e excitação sexual
Embora a expectativa típica seja que indivíduos femininos sexualmente reprimidos experimentem menor excitação sexual, um estudo sobre o efeito da repressão (entre outras variáveis) na excitação sexual concluiu que a repressão-sensibilização (R-S) e as interações com R-S não tiveram efeito significativo na excitação sexual. Esses resultados foram consistentes com pesquisas realizadas em outros estudos sobre o mesmo tema. Além disso, outras descobertas demonstraram que a repressão pode ter efeitos distintos entre os gêneros, ou seja, que "repressoras masculinas podem inibir o comportamento sexual, enquanto repressoras femininas não o fazem."

## Repressão em vários países

### China
O sexo baseado na reprodução foi incentivado por Mao Zedong, mas posteriormente políticos instituíram a política do filho único. Em um país onde o ateísmo é popular, a restrição não pode ser atribuída à religião, mas a motivos nacionalistas.

#### Revolução sexual
Nas últimas décadas, a China passou por grandes mudanças (conhecidas como a revolução sexual) na sociedade que afetaram sua visão sobre o sexo. Li Yinhe, a primeira sexóloga da China, observou que, antes da revolução sexual, poucos casais se envolviam em sexo pré-marital. Essas observações foram atribuídas ao fato de que, até 1997, o sexo pré-marital na China era considerado ilegal e os infratores podiam ser processados.
Além disso, a postura da China em relação à sexualidade antes da revolução sexual era bastante rígida em comparação aos padrões estabelecidos pelos governos ocidentais. A China havia anteriormente proibido a publicação de pornografia, a organização de festas sexuais e a prostituição, e até mesmo a escrita sobre sexo. Essas regulamentações sobre a sexualidade antes da revolução levaram a um precedente legal relacionado à organização da prostituição em 1996, que condenou à morte o proprietário de um banho público (embora isso não seja mais punível com a morte hoje em dia). Hoje, a organização de festas sexuais ainda é ilegal, embora não seja mais rigidamente aplicada devido às mudanças nas atitudes chinesas, que levaram a menos denúncias sobre essas festas.
No entanto, a revolução sexual chinesa ainda tem muito progresso a fazer no que diz respeito à repressão da comunidade LGBT. Embora a China tenha feito algum progresso nos direitos LGBT (a saber, retirando a homossexualidade da lista de doenças mentais), os direitos LGBT ainda são limitados por alguns padrões. Por exemplo, o casamento entre pessoas do mesmo sexo ainda não foi reconhecido legalmente, embora exista o conceito de tutela, um desenvolvimento recente que muitos consideram como o primeiro passo para o reconhecimento legal do casamento entre pessoas do mesmo sexo. Além disso, a lei chinesa não protege legalmente a comunidade LGBT contra a discriminação no ambiente de trabalho.

### Índia
A Índia desenvolveu seu discurso sobre a sexualidade de forma diferente, com base em suas regiões distintas e suas culturas únicas. Segundo R.P. Bhatia, psicanalista e psicoterapeuta de Nova Délhi, a "atitude repressiva muito forte" da Índia de classe média tornou impossível que muitos casais casados funcionem bem sexualmente, ou até mesmo funcionem.

### Japão
Uma pesquisa internacional da Durex revelou que o Japão é o único país onde mais pessoas expressaram insatisfação com suas vidas sexuais do que aquelas que relataram satisfação, sendo um motivo importante o fato de simplesmente não terem relações sexuais. Construtores no Japão também observaram que mais de um terço das casas construídas possuem quartos separados para casais, sugerindo que até mesmo casais casados estão menos inclinados a ter relações sexuais do que em outras culturas.

#### Cultura de trabalho e economia
A insatisfação dos cidadãos japoneses com suas vidas sexuais pode ser atribuída, em parte, à sua cultura de trabalho, cujas horas laborais podem ser consideradas longas em comparação com outras culturas. De acordo com Michael Zielenziger, as longas horas de trabalho no Japão fizeram com que os casais passassem menos tempo juntos, tivessem menos contato e, portanto, tivessem menos relações sexuais. A repressão sexual no Japão também pode ser atribuída, em parte, às expectativas sociais e empresariais, que geralmente esperam que as mulheres se abstenham do casamento, o que é um importante indicador da probabilidade de relações sexuais. Embora as horas de trabalho no Japão tenham se reduzido ao nível das horas semanais dos Estados Unidos, ainda se observa grande insatisfação e repressão sexual. Uma razão para isso é que a economia japonesa tem se estagnado e contribuído para o aumento do desemprego. Esses fatores geram estresse, o qual desempenha um papel significativo na formação de uma vida sexual desagradável, segundo a Durex.

### Rússia
A história russa de repressão sexual e dos direitos LGBT inclui uma oscilação de atitudes, causada tanto pela interferência governamental quanto pelas mudanças nas normas sociais.[carece de fontes?]

#### Sob a União Soviética
A sociedade soviética, no passado, considerava o sexo um tabu e inaceitável para se falar. As pessoas, por vezes, expressavam medo de perder seus empregos e sentiam vergonha por serem vistas usando a palavra “sexo” abertamente, devido ao fato de que a discussão sobre o tema na União Soviética era quase inexistente. Perto do fim da União Soviética, contudo, o país passou por grandes mudanças em relação ao sexo. Organizações e meios de comunicação, como Tema e The Moscow Association of Lesbian Literature and Arts, que se concentravam na libertação sexual, foram criados e promoveram a discussão sobre o sexo na sociedade russa.

#### Após a União Soviética
O colapso da URSS também abriu caminho para que os direitos LGBT viessem à tona como questões sociais. Em 1993, a Rússia descriminalizou a homossexualidade e estabeleceu um precedente para futuras mudanças sociopolíticas. Novos meios de comunicação – inclusive a pornografia – relacionados à homossexualidade surgiram nesse período de mudança social. Contudo, essas mudanças logo se inverteram quando Vladimir Putin foi eleito em 2000. Apesar das tentativas anteriores fracassadas de reverter a descriminalização de 1993, o governo russo marcou um ponto de inflexão contra os direitos LGBT em 2013, quando aprovou a lei de propaganda gay, sinalizando o retorno a valores mais conservadores e tradicionais. A repressão sexual dos homossexuais com a aprovação dessa lei deveu-se, em parte, ao desejo da Rússia de se diferenciar dos países ocidentais e demonstrar força por meio dessas diferenças.

### Estados Unidos
Nas últimas décadas, os Estados Unidos vêm eliminando grande parte da legislação relacionada à repressão sexual de diversos grupos.[carece de fontes?]

#### Controle de natalidade
Na primeira metade dos anos 1960, métodos contraceptivos como a pílula anticoncepcional e o Dispositivo intrauterino (DIU) tornaram-se amplamente disponíveis, o que contribuiu para a liberdade sexual de muitas pessoas sem depender de métodos físicos menos confiáveis e desconfortáveis, como preservativos ou diafragma (anticoncepcional). Contudo, grupos de pressão religiosos e conservadores, assim como a influência da neo-eugenia, geraram resistência a outras formas de controle de natalidade, como a contracepção de emergência e a ligadura das trompas. A contracepção de emergência estava sendo desenvolvida e produzida pela Hoechst AG sob o nome RU-486. Grupos conservadores com ligações a poderes religiosos, como o Vaticano, inicialmente promoviam a limitação da cobertura de saúde para itens como o controle de natalidade e, uma vez que o RU-486 se tornou de conhecimento público, passaram a ameaçar a Hoechst, alegando que causariam dificuldades financeiras à empresa se ela não cessasse todas as atividades relacionadas ao RU-486.
Em relação às formas mais permanentes de controle de natalidade, como a ligadura das trompas e as histerectomia, há uma longa história de eugenistas defendendo a esterilização forçada de mulheres não anglo-saxônicas ou de classes sociais mais baixas, baseados na crença de que isso contribuiria para a melhoria da sociedade americana. Contudo, a neo-eugenia, que é a iteração mais moderna do movimento eugenista, trabalha também para limitar o acesso a procedimentos de esterilização apenas àqueles que consideram "aptos" para se reproduzirem. O público-alvo dessa prática é, principalmente, de mulheres brancas de classe média.

#### Educação sexual
Durante o final dos anos 1990 e a administração Bush (2000–2008), grupos de educação sexual exclusivamente baseados na abstinência receberam considerável financiamento governamental para desenvolver programas escolares. Esses grupos eram predominantemente representados por cristãos, que acreditavam ser sua responsabilidade combater o que consideravam retrocessos da sociedade rumo a uma cultura centrada no sexo. Os defensores da abstinência focavam em proibir o contato sexual antes do casamento heterossexual, o que tem sido associado à criação de uma cultura de repressão sexual que afeta os comportamentos sexuais dos adolescentes, independentemente de sua sexualidade. Pesquisas sobre a eficácia de diferentes formas de educação sexual para adolescentes demonstram maior sucesso com a educação sexual abrangente, que inclui informar os estudantes sobre os métodos de controle de natalidade, como usá-los e ensinar sobre a anatomia sexual. A administração Obama (2008–2016) trabalhou na promoção de programas de educação sexual abrangente e retirou grande parte do financiamento governamental que apoiava os programas baseados exclusivamente na abstinência.

## Sintomas de repressão sexual
A repressão sexual pode se manifestar, mas não se limita ao seguinte:
- falta de atração sexual
- desinteresse por atividades sexuais
- vergonha e angústia em relação às atividades sexuais
- culpa ou outros sentimentos negativos após ter relações sexuais
- acreditar que o seu corpo é pouco atraente ou indigno de sexo